# I cinquecento milioni della Bégum
I cinquecento milioni della Bégum (titolo originale Les 500 millions de la Bégum) è un romanzo in lingua francese di Jules Verne pubblicato nel 1879.

## Trama

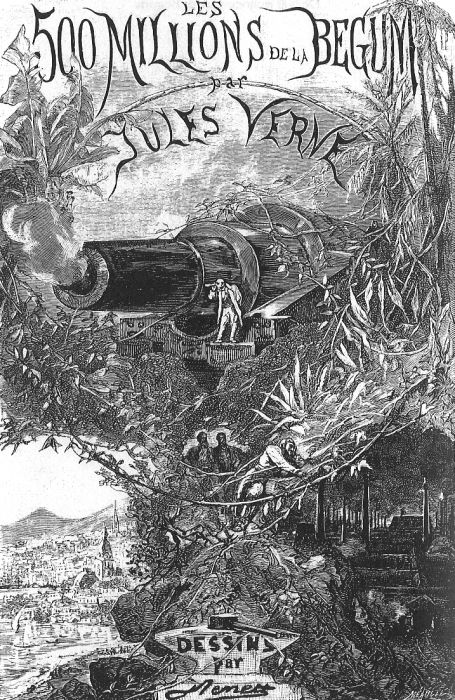
Frontespizio dell'edizione Hetzel, 1879.

Un medico francese, il dottor Sarrasin, e uno scienziato tedesco, il professor Schultze, ricevono le due parti dell'eredità di una loro lontana parente, la nobile indiana Bégum Gokool: entrambi utilizzano la loro quota di questa immensa fortuna per realizzare le loro città ideali.
Il dottor Sarrasin realizza France-Ville, un'utopia sanitaria, mentre il dottor Schultze costruisce Stahlstadt (in tedesco "città dell'acciaio"), vera e propria città-industria, organizzata militarmente, dove progetta, produce e vende armi d'avanguardia. Inoltre ordisce segretamente piani minacciosi per la pacifica France-Ville, piani in cui progetta di sperimentare l'uso di armi di distruzione di massa ante litteram, di sua ideazione.
Nel frattempo, Johann Schwartz, un brillante ingegnere, si fa assumere a Stahlstadt dove scala per anni la catena gerarchica che lo porterà al sancta sanctorum di Schultze. Il giovane è in realtà Marcel Bruckmann, un alleato di Sarrasin, e riuscirà a scoprire i piani di Schultze. Pur senza venire scoperto, Bruckmann verrà condannato a morte dal capriccioso Schultze che gli aveva mostrato, per vanità, i suoi più terribili ordigni segreti: un supercannone dalla lunghissima gittata (sufficiente a bombardare France-Ville), proiettili incendiari e proiettili a diffusione di gas. Tuttavia, Bruckmann riesce a sfruttare la fiducia che Schultze continua a nutrire in lui e a fuggire da Stahlstadt; ma tutto il lavoro eroico di Bruckmann e quello dei suoi amici risulterebbe inutile, se il supercannone pronto a bombardare France-Ville non fosse paradossalmente troppo potente: il primo proiettile sarà letteralmente scagliato in orbita attorno alla terra, danneggiando allo stesso tempo il cannone.
Infine, la nemesi: Schultze verrà trovato morto nel suo laboratorio segreto, congelato, asfissiato e pietrificato dall'esplosione di uno dei diabolici proiettili a gas di cui andava fiero. Questa morte porterà al collasso della struttura sociale di Stahlstadt, per cui l'autocratico Schultze non aveva mai progettato un vice-capo. Così, alla fine, tutto andrà paradossalmente nelle mani del suo unico parente noto, ovvero il dottor Sarrasin; Stahlstadt viene liquidata ed affidata a Marcel, che la trasforma in un centro di produzione commerciale per tutte "le industrie utili".

## Personaggi
- Dottor François Sarrasin: scienziato, medico, filantropo. Di nazionalità francese.
- Professor Schultze (nome sconosciuto; chiamato ripetutamente Herr Schultze, "signor Schultze"): scienziato, razzista, militarista. In seguito, anche industriale e aspirante padrone del mondo. Di nazionalità tedesca.
- Marcel Bruckmann: ingegnere. È nato in Alsazia. Amico e alleato del dottor Sarrasin. Per infiltrarsi a Stahlstadt utilizza l'alias Johann Schwartz, fingendosi di origine svizzera, dove faticosamente diviene braccio destro di Schultze.
- Altri personaggi: Mr. Sharp, avvocato (o, meglio, solicitor); vari medici colleghi di Sarrasin; Octave, figlio di Sarrasin; Jeanne, figlia di Sarrasin; altri avvocati; guardie di Stahlstadt; la vedova Bauer e il figlioletto; Arminius e Sigimer, le due baffute guardie del corpo di Schultze; lavoratori nelle miniere e nelle fabbriche, funzionari.

## Temi trattati

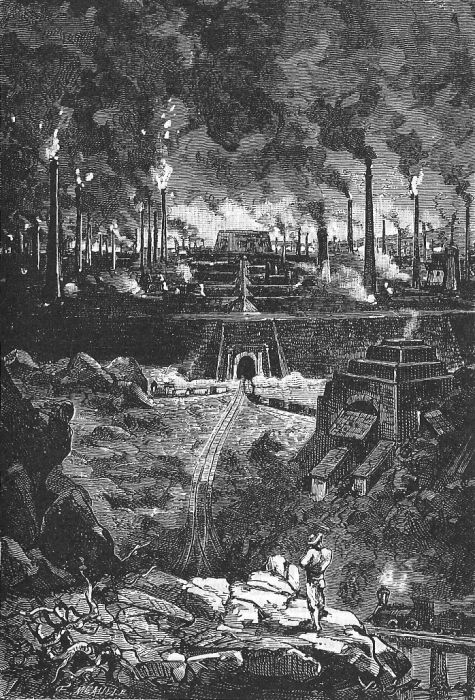
Stahlstadt, "la città dell'acciaio".

- Le due città (France-Ville e Stahlstadt): utopia e distopia nell'urbanistica e architettura.
- Nazionalismo: Francia e Germania. La guerra franco-prussiana. Stereotipi nazionali.
- La formazione tecnico-professionale, in particolare a Stahlstadt.

## Edizioni
- Jules Verne, I cinquecento milioni della Bégum, collana Oscar, Mondadori, 1971.